# 詠う!平安京
『詠う!平安京』（うたう へいあんきょう）は、真柴真による日本の漫画作品。『月刊Gファンタジー』（スクウェア・エニックス）にて連載された。フロンティアワークスよりドラマCD化が決定している。

## ストーリー
中学生・藤原定家は修学旅行で訪れた京都で、平安時代へとタイムトリップしてしまう。そこで出逢ったのは、平安最強のプレイボーイ・在原業平だった。定家は歌人達の和歌対決《歌合》に巻き込まれていく。

## 登場人物
※担当声優は、ドラマCD版のもの。
藤原定家（ふじわらさだいえ）
声 - 岡本信彦
主人公。和歌好きの祖母に歴史上の歌人と同じ名前をつけられ、そのせいで苛められていた。
修学旅行中、クラスメイトに女物の貸衣装を無理やり着せられ逃げ出したところ、平安京にタイムトリップしてしまう。業平に拾われるが、天女と間違えられるはめに。クラスメイトからは、「ていか」とからかわれている。
在原業平（ありわらのなりひら）
声 - 小野友樹
六歌仙の1人。恋多き美男子で恋歌が得意。空から落ちてきた定家を天女と思い込んで求婚する。
遍昭（へんじょう）
声 - 野島裕史
六歌仙の1人。僧正という高い位の僧侶である。温厚な性格だが、出家前は業平の上司であったため、業平には手厳しい。
文屋康秀（ふんやのやすひで）
六歌仙の1人。下級官吏。業平の友人で仲が良い。
小野小町（おののこまち）
声 - 能登麻美子 ＆ 平川大輔
六歌仙の紅一点。絶世の美女で非常にプライドが高く、業平とは仲が悪い。実は男で、定家と同じ現代から来た。
紀貫之（きのつらゆき）
声 - 水島大宙
和歌編纂衆の1人。六歌仙の選者でもある。友則はいとこ。歌合のときにいきなりどこでも出てくる。
紀友則（きのとものり）
声 - 髙坂篤志
和歌編纂衆の1人。貫之はいとこ。歌合のときにいきなりどこでも出てくる。貫之と比べて運動神経が悪い。

## 用語
和歌（わか）
歌人の思いを言葉として五・七・五・七・七・の三十一音に凝縮したもの。真の歌人の和歌は言霊となり、和歌の力で万物を操ることができる。
歌合（うたあわせ）
和歌を詠い、どちらの和歌が優れているかを争うこと。
六歌仙（ろっかせん）
紀貫之が選んだ和歌の名人。
和歌編纂衆（わかへんさんしゅう）
帝の勅命で優良な和歌を集めている。

## 単行本
- 真柴真 『詠う!平安京』 スクウェア・エニックス〈Gファンタジーコミックス〉、	全6巻
  1. 2012年10月27日発行 ISBN 978-4-7575-3767-5
  2. 2013年3月27日発行 ISBN 978-4-7575-3931-0
  3. 2013年9月27日発行 ISBN 978-4-7575-4076-7
  4. 2014年2月27日発行 ISBN 978-4-7575-4234-1
  5. 2014年8月27日発行 ISBN 978-4-7575-4403-1
  6. 2015年2月27日発行 ISBN 978-4-7575-4573-1